# Matija Posavec
Matija Posavec (Nedelišće, 27. veljače 1980.) hrvatski je političar, trenutni župan Međimurske županije. 

## Životopis
Rođen je u Nedelišću, gdje je završio osnovnu i srednju školu. Nakon toga, upisao je Fakultet organizacije i informatike (FOI) u Varaždinu, gdje je diplomirao inženjering prometa. Završio je i stručno usavršavanje za odnose s javnošću i politički marketing.
Političku karijeru započeo je u Hrvatskoj narodnoj stranci – Liberalni demokrati (HNS-LD). Godine 2008. izabran je za zamjenika župana Međimurske županije. Na lokalnim izborima 2013. godine pobijedio je kao kandidat za župana Međimurske županije HNS-LD-a. Na izborima 2017. i 2021. godine ponovno je izabran za župana kao nezavisni kandidat.

## Kontroverze
Godine 2021 Posavec je bio uhićen pod sumnjom na korupciju, osobito primanje mita. Taj događaj je izazvao veliko zanimanje javnosti i medija. Ipak, nakon puštanja iz pritvora i ostavke na položaj župana ponovno je izabran na prijevremenim izborima iste godine. Postupak je u tijeku.